# Гарагоа
Гарагоа (исп. Garagoa) — город и муниципалитет в центральной части Колумбии, на территории департамента Бояка. Входит в состав провинции Нейра.

## История
Поселение, из которого позднее вырос город, было основано в 1556 году. Муниципалитет Гарагоа был выделен в отдельную административную единицу в 1809 году.

## Географическое положение

Муниципалитет Гарагоа

Город расположен в юго-западной части департамента, в гористой местности Восточной Кордильеры, к востоку от реки Гарагоа, на расстоянии приблизительно 46 километров к югу от города Тунха, административного центра департамента. Абсолютная высота — 1685 метров над уровнем моря.
Муниципалитет Гарагоа граничит на севере с территорией муниципалитета Чинавита, на северо-востоке — с муниципалитетом Сетакира, на востоке — с муниципалитетами Мирафлорес и Кампоэрмосо, на юго-востоке — с муниципалитетом Маканаль, на юго-западе — с муниципалитетами Альмейда, Сомондоко и Сутатенса, на западе — с муниципалитетами Тенса и Пачавита. Площадь муниципалитета составляет 191,75 км².

## Население
По данным Национального административного департамента статистики Колумбии, совокупная численность населения города и муниципалитета в 2015 году составляла 16 944 человека.
Динамика численности населения муниципалитета по годам:
| 2005   | 2006   | 2007   | 2008   | 2009   | 2010   | 2011   | 2012   | 2013   | 2014   | 2015   |
| ------ | ------ | ------ | ------ | ------ | ------ | ------ | ------ | ------ | ------ | ------ |
| 16 520 | 16 574 | 16 636 | 16 685 | 16 738 | 16 779 | 16 822 | 16 855 | 16 880 | 16 910 | 16 944 |

Согласно данным переписи 2005 года мужчины составляли 47,8 % от населения Гарагоа, женщины — соответственно 52,2 %. В расовом отношении белые и метисы составляли 99,7 % от населения города; негры, мулаты и райсальцы — 0,3 %.
Уровень грамотности среди всего населения составлял 89,8 %.

## Экономика
Основу экономики Гарагоа составляет сельское хозяйство.

51,8 % от общего числа городских и муниципальных предприятий составляют предприятия торговой сферы, 37,1 % — предприятия сферы обслуживания, 10,1 % — промышленные предприятия, 1 % — предприятия иных отраслей экономики.